# Takumi Nagaishi
Takumi Nagaishi (永石 拓海 Nagaishi Takumi?), född 16 februari 1996 i Yamaguchi prefektur, är en japansk fotbollsspelare.
Nagaishi började sin karriär 2018 i Cerezo Osaka. 2019 blev han utlånad till Renofa Yamaguchi FC. Han gick tillbaka till Cerezo Osaka 2020.